# Mon meilleur ami (film)
Pour les articles homonymes, voir Mon meilleur ami.
Pour plus de détails, voir Fiche technique et Distribution.
Mon meilleur ami est une comédie dramatique française réalisée par Patrice Leconte, sortie en 2006.

## Synopsis
François Coste est un marchand d'art au carnet d'adresses bien rempli, mais dont la vie personnelle est un échec. Après avoir acheté sur un coup de tête un vase grec, mettant en péril leur galerie d'art commune, son associée Catherine le met au défi de lui présenter avant la fin du mois son meilleur ami, sans quoi le vase lui reviendra.

## Fiche technique
- Titre : Mon meilleur ami
- Réalisateur : Patrice Leconte
- Scénario : Patrice Leconte et Jérôme Tonnerre
- Production : Olivier Delbosc et Marc Missonnier
- Décors : ivan maussion
- Premier assistant réalisateur : Hubert Engammare
- Musique : Xavier Demerliac
- Image : Jean-Marie Dreujou
- Montage : Joëlle Hache
- Dates de sortie[1] :
  - France : 20 décembre 2006
  - Belgique : 27 décembre 2006

## Distribution
- Daniel Auteuil : François
- Dany Boon : Bruno
- Julie Gayet : Catherine, l'associée de François
- Julie Durand : Louise Coste, la fille de François
- Jacques Mathou : M. Bouley, le père de Bruno
- Marie Pillet : Mme Bouley, la mère de Bruno
- Élizabeth Bourgine : Julia
- Henri Garcin : Étienne Delamotte, le producteur
- Jacques Spiesser : Letellier
- Philippe du Janerand : Luc Lebinet, l'ami d'école
- Fabienne Chaudat : Mme Lebinet
- Jean-François Kopf : Le commissaire priseur
- Alain Rimoux : Le marchand au dîner
- Marc Faure : L'ami dîner #1
- Éric Frey : L'ami dîner #2
- Étienne Draber : Le conférencier
- Éric Naggar : Le bigleux à la conférence
- Anne Le Ny : La sélectionneuse au casting de Réponse à tout
- Pierre Aussedat : Le sélectionneur au casting de Réponse à tout
- Audrey Marnay : Marianne, la compagne de Catherine
- Isabelle Spade : La banquière
- Andrée Damant : La dame du train (La passagère bretonne)
- Alain Choquet : Le patron TV
- Jean-Luc Mimo : Le prêtre
- Marie Mergey : La veuve à l'enterrement
- Sylvie Herbert : Chauffeur de taxi #1
- Omar Bekhaled : Chauffeur de taxi #2
- Zoon Besse : Chauffeur de taxi #3
- Jean-Claude Bolle-Reddat : L'ami empourpré #1
- Patrice Bornand : L'ami empourpré #2
- Christian Gazio : Un déménageur
- Rosine Young : La libraire
- Cyril Couton : Le collègue libraire
- Nicky Marbot : Le Savoyard appartement
- Yvon Martin : Le Savoyard galerie
- Jeupeu : Le Savoyard Drouot
- Caroline Frank : L'hôtesse de Delamotte
- Eric Grandin : Le maître d'hôtel
- Brigitte Defrance : La dame du vestiaire
- Serge Faliu : La voix de SOS Amitiés
- Jean-Pierre Foucault : Lui-même
- Georges Neri : ?

## Commentaires
Après son précédent film Les Bronzés 3 - Amis pour la vie, Patrice Leconte explore une nouvelle fois le thème de l'amitié, mais cette fois de façon plus intimiste.

## Anecdote
La fin du film montre une longue scène où Jean-Pierre Foucault reçoit dans son émission Qui veut gagner des millions ? Bruno (Dany Boon) qui parvient à empocher le million grâce au joker "appel à un ami", l'ami en question étant malgré leurs querelles Daniel Auteuil. Pour les besoins du scénario, le film met en scène une émission en direct. Dans la réalité, l'émission est toujours enregistrée.